# Responsabilità medica
La responsabilità medica è la particolare responsabilità dei professionisti della salute per i danni derivati a un paziente a causa di errori, omissioni o violazioni degli obblighi professionali. La responsabilità sussiste quando è dimostrabile un nesso causale tra la lesione psicofisica del paziente e la condotta dell'operatore sanitario.
La visione dei relativi professionisti, soprattutto in ambito psichiatrico è alquanto dibattuta.

## Storia
La professione medica, su cui hanno compiti di vigilanza gli ordini professionali all'uopo costituiti, è da sempre inquadrata nella categoria codicistica delle professioni intellettuali.
Il contratto col medico è quindi contratto col professionista intellettuale. La prestazione medica, definita come prestazione d'opera intellettuale, è regolata nell'ordinamento italiano dall'art.2230 ss.c.c., che rinvia alle norme sul lavoro autonomo in quanto compatibili.
I problemi della materia iniziarono a sorgere con il pieno svolgersi dei principi costituzionali solidaristici, dello stato sociale ed in particolare di quelli sui trattamenti sanitari, e quindi sulle strutture che svolgono quella funzione pubblica.
Da questa prospettiva, l'evoluzione della giurisprudenza ha risentito delle diverse forme organizzate di svolgimento della professione.
Da principio si riteneva che non fosse dato di rinvenire un rapporto privatistico con il medico di una struttura sanitaria pubblica.
Il medico, si diceva, era assimilato al dipendente pubblico, ed era responsabile solo nei confronti dell'Amministrazione (art.28 Cost.).
D'altra parte, la struttura sanitaria pubblica non possedeva che una rada soggettività, che si riteneva impossibile integrare in un concetto di entità giuridica distinta rispetto allo Stato.
In questa prima fase, dunque, gli strumenti di tutela per il cittadino erano solo quelli derivanti dal codice civile o dal codice penale, e tipicamente dati in termini extracontrattuali, dal momento che, assunta la mancanza di uno dei soggetti, non era dato di ricavare alcuna convenzione contrattuale.
Né d'altra parte alcuna delle dottrine già all'epoca presenti (es. "contratto di fatto") consentiva di dare credito fondatamente alla tesi che si potesse essere di fronte ad una prestazione contrattuale.
Sotto altro profilo, le strutture private subivano la diversa regolamentazione offerta dall'art.2232 c.c., che prevede la responsabilità del prestatore d'opera, e dei suoi ausiliari.
Laddove non era rinvenibile una convenzione apposita, la struttura veniva colpita direttamente ex art. 1218 o indirettamente secondo l'art.2049 c.c..
In un momento successivo, si ritenne di individuare nelle costituite Unità Sanitarie una qualche personalità giuridica, pur sempre di diritto pubblico, e quindi verso le quali non era dato di utilizzare i comuni strumenti privatistici che già all'epoca potevano essere utilizzati nei confronti di strutture private. In questo frangente, le relazioni fra Amministrazione e dipendenti divengono caratterizzate da una coloritura privatistica, finalmente idonea alla figura del medico quale professionista intellettuale, e lavoratore autonomo.
In questa fase, si consolida la teoria che vede il medico rispondere in via extracontrattuale. 
Si formano così due diversi indirizzi in Giurisprudenza: l'uno rivolto alle strutture private, e l'altro alle strutture pubbliche.
Con l'inammissibile risultato che la struttura pubblica svolge la propria funzione senza idonee garanzie di soddisfacimento al cittadino - utente, nel momento nel quale, peraltro, v'è maggior bisogno di tutele.
La percezione di tali disparità ed i rimedi ad hoc predisposti (cosiddetto Tribunale del malato), unitamente all'evoluzione del sistema pubblico di esercizio della funzione, ed in ultima ratio, all'evoluzione dell'organizzazione sanitaria pubblica stanno oggi conducendo l'ambito privilegiario di attività del medico pubblico ad un sistema maggiormente garantito.
Onde assoggettare l'attività medica ad un controllo più pregnante dell'A.G. e fondare sistemi di tutela più efficaci per chi debba ricorrere alle cure mediche, la Giurisprudenza, attraverso il ricorso a concetti di ordine sistematico ha mutuato dalla disciplina contrattuale e dalla clausola di cui all'art. 1173 c.c. un'apposita disciplina. Nella casistica giudiziaria viene marginalizzato il ruolo della responsabilità extracontrattuale a favore di quella contrattuale, e viene configurata la nuova responsabilità di origine negoziale, cosiddetta "da contatto sociale".

## La responsabilità civile del medico
La responsabilità civile del medico è connotata da alcuni aspetti peculiari che risentono della particolare considerazione che il legislatore annette all'attività medica.

## L'ente, il medico ed il contatto sociale
La teoria da ultimo indicata sorge dal rilievo, espresso in recentissime pronunce, che il privato, in realtà compia un'attività negoziale, quando si reca in ospedale, o dal curante.
A tale attività negoziale va conferita tutela, sulla base delle espresse norme costituzionali.
Per quanto riguarda il rapporto negoziale con l'ente pubblico (lo Stato), nell'esercizio di un servizio pubblico predisposto nell'interesse dei privati che ne fanno richiesta, non esercita poteri pubblicistici ma si limita a offrire un servizio.
Il privato dunque, fatta la richiesta del servizio, acquista un vero e proprio diritto soggettivo che corrisponde alla soggezione (dovere giuridico) dello Stato.
La teoria reca con sé il rilievo che, sebbene la fonte dell'obbligazione non sia un contratto, vero è anche che vi è pur sempre un rapporto giuridico fra paziente e struttura o paziente e medico, e che non si verte quindi in tema di responsabilità extracontrattuale.

## La responsabilità del medico
La responsabilità civile, ove riferita ad un soggetto, è la conseguenza giuridica di un comportamento illecito. Essa viene ravvisata ove sia rinvenibile un rapporto fra fatto illecito ed evento, ed è caratterizzata dall'aspetto patrimonialistico-risarcitorio.
Il rimedio tipico della responsabilità civile è dunque il risarcimento del danno.
Nella trattazione dovrà quindi farsi riferimento a tre fondamentali tipi della problematica responsabilità medica:
1. responsabilità contrattuale
2. responsabilità extracontrattuale
3. tertium genus: responsabilità da contatto sociale.

### Responsabilità contrattuale
La responsabilità contrattuale, quale tipo del genus della responsabilità civile, sulla base del disposto di cui all'art. 1173 c.c. si applica nei casi di convenzione contrattuale fra ente (o medico) e paziente.
Va qui evidenziato che, come risultato dello sforzo di offrire maggiori tutele ai pazienti, in alcuni casi la giurisprudenza ha ravvisato un accordo espresso nel caso di sottoscrizione del cosiddetto "consenso informato", ovvero quel documento sul quale è riportata una dichiarazione liberatoria del paziente nei confronti del medico, nella quale si attesta che quegli si ritiene avvertito del trattamento sanitario e delle conseguenze relative.
In termini generali, la norma di riferimento per determinare la responsabilità del medico sarà quindi quella di cui all'art. 1218 s.s. c.c., con i temperamenti offerti dall'art. 2236 c.c., che dispone che il medico risponde, in caso di problemi tecnici di speciale difficoltà, solo in caso di dolo o colpa grave.
In ordine a questa ultima norma, va detto che la giurisprudenza tende ad ignorare le istanze di coloro che la vorrebbero applicata, sul presupposto che in realtà, ad oggi è esigibile una diligenza spesso superiore a quella che il legislatore aveva in mente alla stesura dell'articolo citato. Ciò in forza delle frequenti specializzazioni dei medici, e della particolare attenzione verso la categoria sanitaria che caratterizza questo periodo storico.
Tuttavia, se il danno non è prevedibile, sulla base delle cognizioni tecniche al momento del sorgere dell'obbligazione, il medico sarà obbligato ai risarcimenti solo in caso di dolo.
Perché sorga la responsabilità contrattuale, risarcitoria, è necessario anzitutto che il danno sia configurato come conseguenza immediata e diretta del comportamento negligente del medico.
Il nesso di causalità, va ravvisato ove il danno sia conseguenza immediata e diretta. Con conseguenza diretta si fa riferimento all'orientamento causale. In sostanza, la responsabilità sorge ove il medico abbia prodotto l'evento in maniera che questo sia riconducibile direttamente alla sua condotta. Sicché egli non sarà responsabile nella quota dell'intervento eziologico di eventuali concause. 
Per immediatezza si intende il requisito negativo del nesso di causa, inteso nel senso della mancanza di un concorso di altre cause efficienti, che possano aver reso mediato l'apporto causale del medico. In conclusione si richiede che la condotta illecita sia "antecedente causale" rispetto all'evento, che sia scientificamente provata la regolarità del processo causale, che tale ricostruzione sia anche logicamente e razionalmente credibile (v. sent. Cass. "Franzese").
Il danno si atteggia come danno da inadempimento contrattuale dell'obbligazione di mezzi contratta, intendendosi il canone di condotta adempiente migliore possibile con riferimento all'interesse del paziente (art.1174, c.c.), ma anche come danno ulteriore che derivi dall'evento cagionato dalla condotta inadempiente.
È possibile al medico liberarsi della responsabilità per inadempimento solo ove la prestazione sia impossibile e tale impossibilità non gli sia imputabile (art.1218 c.c.).
Il medico o la struttura sanitaria sono tenuti a rispondere, oltre che ai propri fatti di inadempimento, anche a quelli dei sanitari della cui opera si avvale, anche qualora non siano suoi dipendenti.

### Responsabilità extracontrattuale
La responsabilità extracontrattuale, a differenza di quella ora insegnata a partire dal 1999, presenta differenze anzitutto in ordine al regime della prova, infatti la responsabilità extracontrattuale presenta una difficoltà importante per l'attore (il paziente) il quale deve dimostrare che il danno da lui subito è conseguenza diretta di una azione o omissione del convenuto (il medico). 
È dunque richiesta la prova del danno ingiusto, dell'evento dannoso, del nesso causale, del fatto (v.Responsabilità extracontrattuale).

### Responsabilità da contatto sociale
La responsabilità da contatto sociale qualificato, ai limiti del contratto e del fatto illecito, figura ricostruita dalla giurisprudenza sulla base di norme ritenute un tempo non direttamente applicabili, alle quali oggi si fa sempre più ricorso, alla ricerca di tutele da offrire a situazioni giuridiche particolarmente bisognevoli.
Il contatto sociale, come detto, nasce da un fatto integrato in un negozio. Tale negozio è costituito dalla richiesta di erogazione di un servizio e dall'accettazione di tale richiesta, d'altra parte.
Da tale rapporto, che si sustanzia in una relazione negoziale fra i soggetti coinvolti, sorgono da una parte il contratto di spedalità con l'ente ospedaliero, d'altro canto una relazione negoziale -che la giurisprudenza ancora stenta a definire compiutamente come obbligatoria- con il medico.
Ove sia integrato il contatto, il relativo onere probatorio sarà posto a carico della parte che intende provarlo.
La disciplina applicabile rimane quella vista a proposito del contratto.

## Il nesso di causalità
Ciò che non cambia, invece dal punto di vista probatorio, è la prova del nesso causale. Che si tratti di Responsabilità contrattuale o extracontrattuale, o da contatto sociale, l'eziologia dell'inadempimento andrà provata.
E andrà provata per dimostrare la lesione dell'interesse protetto ex art. 1174, sia che si richieda un risarcimento ex art. 1223 o 2043 c.c..
La responsabilità medica è stato il campo ove le dottrine civilistiche e penalistiche si sono incontrate, dando vita ad un virtuoso scambio di opinioni, sull'argomento della causalità.
Nell'evolversi storico visto poco sopra, al mutare delle stagioni economiche e sociali, sono state ricercate e trovate nuove vie per adeguare l'interpretazione alle diverse esigenze di volta in volta emergenti nelle aule dei Tribunali.
Sicché, dalla originale tesi della causalità naturale (conditio sine qua non), che prevedeva la necessità di rinvenire un antecedente causale condizionante l'evento, si è passato attraverso teorie indulgenzialiste, per le quali l'evento si considera prodotto dal fatto ove questo ne sia sviluppo prevedibile (causalità adeguata - id quod plerumque accidit) oppure ove il fatto sia presupposto necessario dell'evento salvo il caso dell'eccezionalità (c.umana- Antolisei).
Di tale periodo indulgenzialista la dottrina ricorda l'applicazione frequente delle clausole di cui all'art. 2236 c.c., volte a impedire i risarcimenti in forza di supposte speciali difficoltà tecniche e di un'assenza di atteggiamenti psichici rimproverabili. Tale concezione ha aperto poi la via a tesi eterodosse, che mischiavano la colpevolezza, quale prevedibilità dell'evento, con la tematica dell'eziologia.
In forza dei rapporti esistenti in questa materia fra nesso di causa e colpevolezza, l'attenzione penalistica si è poi spostata sul piano della colpevolezza, e sul piano dei giudizi doppiamente ipotetici, per la cosiddetta causalità omissiva, con importanti decisioni in materia.
D'altro canto la dottrina civilistica, per ragioni che sono da ricondursi al diverso atteggiarsi della colpa e della causalità omissiva in diritto civile, è rimasta maggiormente interessata dalle vicende relative alla cosiddetta imputazione oggettiva dell'evento.
Tale teoria, di origine germanica, ha il pregio di utilizzare infatti una logica di tutela di beni giuridici, con un metodo più affine a quello tipicamente civilistico. Nell'ambito delle attività rilevanti per il diritto, essa infatti distingue le cosiddette attività rischiose ma giuridicamente autorizzate (ad aumento del rischio consentito) e le attività rischiose non più giuridicamente autorizzate (aumento del rischio non consentito).
Tale teoria risolve per sistematicamente lecite le prime ove rispettose delle leges artis e delle autorizzazioni di legge, in forza della loro intrinseca utilità sociale.
Condanna le seconde alla responsabilità al ricorrere di una duplice condizione: ove l'evento costituisca realizzazione del rischio non consentito e quindi prevedibile ex lege, ed ove l'evento sia evitabile con certezza, osservando le norme cautelari. Come è evidente, si demanda all'elemento psichico il sorgere della responsabilità.
La dottrina e giurisprudenza civilistica tendono oggi ad utilizzare, come avviene in altre discipline, un criterio non pan-giuridico.
Tale è la teoria della causalità scientifica, che si fonda su leggi di copertura scientifiche. Essa, come univocamente si sostiene, è la vera causalità: è in grado cioè di dare risposte certe in ordine alla riconducibilità di un evento al fatto dell'autore.
Vengono quindi utilizzate, allo scopo, leggi di certezza scientifica, come anche leggi statistiche purché il gradiente probabilistico assurga al massimo scientificamente possibile, e l'esito risponda a una logica credibilità razionale.
Pur tuttavia, le operazioni giuridiche attengono all'aspetto sanzionatorio dei risarcimenti, ed in quanto tali, devono tenere conto del concorso di altre circostanze e dell'orientamento causale di queste, onde evitare risultati aberranti.